# Associação de Estudantes do Instituto de Ciências Biomédicas Abel Salazar
A Associação de Estudantes do Instituto de Ciências Biomédicas Abel Salazar (AEICBAS) é a associação que representa oficialmente os estudantes do Instituto de Ciências Biomédicas Abel Salazar da Universidade do Porto, tendo sido fundada a 22 de Maio de 1986. Representa os cerca de 3500 estudantes do ICBAS, entre os quais cerca de 2300 dos cursos de Medicina, Medicina Veterinária, Ciências do Meio Aquático, Bioquímica e Bioengenharia. Os estudantes são automaticamente considerados seus membros após a sua inscrição no ICBAS, de acordo com os estatutos da Associação.

## Objectivos
De acordo com os estatutos da Associação de Estudantes do
Instituto de Ciências Biomédicas Abel Salazar da Universidade do Porto, são objetivos da AEICBAS:
1. Representar, defender e promover, por todos os meios ao seu alcance, os interesses individuais e coletivos dos estudantes do Instituto de Ciências Biomédicas Abel Salazar da Universidade do Porto (ICBAS), sejam de ordem moral ou material;
2. Promover a solidariedade e convivência entre todos os estudantes, criando e consolidando um espírito coletivo;
3. Promover a integração dos estudantes do ICBAS na vida universitária;
4. Promover a formação cívica, física, cultural e científica dos seus membros, com vista ao seu enriquecimento individual e coletivo e à dignificação do ICBAS;
5. Defender e promover os valores e direitos fundamentais dos seres vivos;
6. Participar na discussão dos problemas educativos, nomeadamente em matéria de política de ensino, juvenil e profissional;
7. Cooperar com organizações estudantis nacionais e estrangeiras cujos princípios se mostrem aptos a defender os interesses dos estudantes do ICBAS;
8. Quaisquer outros objetivos que venham a ser definidos pelos órgãos desta Associação, ou através do programa pelo qual foram eleitos.

## Órgãos
A AEICBAS é representada e gerida por três órgãos: Direção, Assembleia Geral e Conselho Fiscal.
Direção
A Direção é o órgão executivo da AEICBAS, com poderes deliberativos que não sejam da competência de outros órgãos. É composta por um número ímpar de elementos, estudantes do ICBAS, voluntários, com um número mínimo de onze membros, entre os quais um presidente.
Compete à Direção, de acordo com o artigo 27º dos Estatutos da AEICBAS:
1. Prosseguir as atribuições da AEICBAS;
2. Assegurar a representação permanente da AEICBAS nas instâncias, órgãos, federações e outros organismos e organizações considerados estratégicos para a defesa dos interesses dos estudantes do ICBAS.
3. Administrar o património da AEICBAS e gerir o seu espaço próprio;
4. Apresentar à Assembleia Geral o Plano de Atividades e Orçamento para o seu mandato;
5. Executar as deliberações tomadas pela Assembleia Geral e cumprir o Plano de Atividades e Orçamento aprovado na segunda Assembleia Geral (AG) ordinária;
6. Apresentar à Assembleia Geral o Relatório de Atividades e Contas no final do seu mandato;
7. Caso necessário, elaborar propostas de alteração ao Orçamento, que deverão ser aprovadas em AG;
8. Disponibilizar ao Conselho Fiscal os documentos por este exigidos para o cumprimento das suas funções de fiscalização da AEICBAS;
9. Fazer-se representar em todas as Assembleias Gerais de estudantes do ICBAS;
10. Assegurar e impulsionar a atividade tendente à prossecução dos objetivos da AEICBAS e exercer as demais competências previstas na lei ou decorrentes da aplicação dos presentes estatutos.

A Direção age como um todo, de acordo com o artigo 26º dos Estatutos da AEICBAS, sendo todos os seus membros solidariamente responsáveis pelas deliberações tomadas; tal unidade não prejudica o direito de cada membro registar, por escrito, a sua discordância face a qualquer assunto, dando conta da sua fundamentação.
Mesa da Assembleia Geral
A Mesa da Assembleia Geral (MAG) é composta por cinco elementos, entre os quais o Presidente. 
À MAG compete, de acordo com o artigo 23º dos Estatutos da AEICBAS:
1. Redigir e divulgar, depois de aprovadas, as atas das reuniões da Assembleia Geral (AG);
2. Providenciar a implementação das deliberações da AG;
3. Presidir à Comissão Eleitoral;
4. Assumir as funções de gestão corrente da AEICBAS em caso de demissão da DAEICBAS, até à realização de novas eleições;
5. Convocar referendos quando tal lhe for requerido por parte da AG ou da Direção da AEICBAS, conforme o disposto no artigo 21º dos Estatutos da AEICBAS.

Conselho Fiscal
O Conselho Fiscal é o órgão fiscalizador da AEICBAS em matéria financeira e disciplinar, sendo composto por cinco
elementos, entre os quais um Presidente.
Compete ao Conselho Fiscal, de acordo com o artigo 30º dos Estatutos da AEICBAS:
1. Informar a Assembleia Geral (AG) sobre as matérias que julgar convenientes;
2. Zelar pelo cumprimento dos Estatutos, advertindo a AG e a Direção de qualquer irregularidade detetada;
3. Elaborar pareceres não vinculativos sobre o Orçamento e sobre o Relatório de Contas da Direção, apresentando-os em AG;
4. Elaborar parecer não vinculativo referente a qualquer alteração ao Orçamento da Direção, apresentando-o em AG;
5. Abrir e conduzir inquéritos com vista à aplicação de sanções disciplinares a membros e titulares de cargos eleitos nos órgãos da AEICBAS, e propor à AG as sanções a aplicar nos termos dos presentes estatutos.

## Atividades
A AEICBAS envolve-se num conjunto diverso de atividades que permitam o cumprimento dos seus objectivos e a dinamização académica e profissional dos alunos. Atualmente, a AEICBAS organiza mais de 50 atividades anuais, algumas das quais de realização há mais de dez anos com grande sucesso a nível nacional e internacional, que podem ser consultadas na página oficial da Associação. Algumas das atividades desenvolvidas pela AEICBAS:
AEICBAS Biomedical Congress - An innovative Multidisciplinary approach to Life Sciences
- Conferência internacional organizada pela primeira vez em 2014, com o objetivo de reunir, no mesmo espaço, estudantes e profissionais das várias áreas leccionadas no ICBAS - Medicina, Medicina Veterinária, Ciências do Meio Aquático, Bioengenharia e Bioquímica. Para além de explorar temas comuns em palestras transversais, cinco congressos específicos de cada área científica são desenvolvidos em paralelos, nunca esquecendo as especificidades de cada uma das áreas profissionais.
- A primeira edição do AEICBAS Biomedical Congress (ABC) foi apadrinhada pelo Professor Doutor Alexandre Quintanilha (Professor Catedrático no ICBAS e cientista de renome internacional);
- Esta iniciativa conta já com dois prémios: prémio melhor apresentação pela International Federation of Medical Students' Associations na 63ª Assembleia Geral e Prémio Boas Práticas Associativas Ano 2014 pelo Instituto Português do Desporto e Juventude, I. P.
- Presidente das Comissões Organizadoras até ao momento: Pedro Ribeirinho Soares (1ª Comissão Organizadora; fundador do ABC), Marta Azevedo (2ª Comissão Organizadora) e Carolina Nogueira Pereira (3ª Comissão Organizadora).
- Facebook oficial do evento: facebook.com/AeicbasBiomedicalCongress.

Hospital dos Pequeninos
- O Hospital dos Pequeninos é uma atividade que convida as crianças das escolas pré-primárias e primárias do distrito do Porto, a recriarem um ambiente hospitalar, sendo eles os médicos e os seus brinquedos os seus pacientes, sendo a adaptação da iniciativa Teddy Bear Hospital. Esta atividade desenrola-se dentro das instalações do Hospital de Santo António.
- Conta com participação de 300 estudantes de 3 Faculdades, ICBAS, FMDUP e FFUP, mais de 20 escolas primárias e pré-primárias e mais de 1500 crianças.  Encontra-se atualmente na sua 13.ª Edição.[3][4][5][6][7]

Medicina na Periferia
- A Medicina na Periferia é uma atividade na qual os estudantes de Medicina poderão realizar rastreios médicos em centros de saúde em mais de sete concelhos portugueses, abrangendo mais de 2000 pessoas. Já se encontra na sua 21.ª edição.[8][9]

Torneio Nuno Grande
- O Torneio Internacional Professor Doutor Nuno Grande é uma homenagem ao Professor Nuno Grande, co-fundador do ICBAS, realiza-se atualmente na cidade da Guarda e conta com a participação de mais de 200 estudantes das faculdades de medicina e medicina veterinária portuguesas e estrangeiras. Este torneio é um evento desportivo no qual os participantes praticam, basket 3x3, futebol de 7, futsal, voleibol e andebol.  Encontra-se atualmente na sua 21º edição.[10][11]

Semana Cultural
- A Semana Cultural é uma atividade da associação de estudantes que pretende envolver toda a comunidade estudantil do ICBAS, sendo um sucesso há mais de 20 edições.
- Ao longo desta semana, esta atividade envolve cerca de 1500 estudantes, contando com atividade como o Churrasco em Vairão; Sarau Cultural, onde se realizam as atuações dos grupos académicos e culturais do ICBAS, como a Vinicultuna de Biomédicas-Tinto, a Tuna Académica de Biomédicas, Tuna Feminina de Biomédicas, Coral de Biomédicas, SOTAO e Grupo de Fados de Biomédicas; Flower Power, festa de encerramento realizada na faculdade.

Ser + Solidário
- Conjunto de iniciativas de cariz solidário, como a "Feira do Livro Sublinhado" (venda de livros usados cujas receitas revertem para Associações de Solidariedade), "Café Concerto Solidário", "Recolhas de Alimentos e Brinquedos", entre outras, iniciadas no ano de 2014 para fazer face ao difícil contexto socioeconómico que os estudantes atravessam.

Flower Power AEICBAS
- Festa mítica da Academia do Porto, com início há mais de 25 anos, organizada pela Associação de Estudantes do ICBAS nas antigas instalações da Faculdade (Largo Prof. Abel Salazar, Porto), que conta com a participação de mais de 800 estudantes, com 3 edições anuais habituais.

Outras Atividades:
- Curso de Línguas, Cursos de Dança, Workshops de Língua Gestual, Atividades de Desporto Informal.

## Representação Externa | Plataformas de Representação
O associativismo estudantil surge como o principal promotor da intervenção na defesa dos interesses dos estudantes, assumindo claras funções sociopolíticas, científicas e culturais. Assim, a AEICBAS faz-se representar permanentemente nas reuniões ordinais e informais das seguintes estruturas: 
- Associação Nacional de Estudantes de Medicina (ANEM/PorMSIC)
- Federação Académica de Medicina Veterinária (FAMVet)
- Federação Académica do Porto (FAP)
- Encontro Nacional de Direções Associativas (ENDA)
- Federação Académica de Desporto Universitário (FADU)

## Representação Interna | Plataformas de Representação
A AEICBAS é parte fundamental na discussão em todos os assuntos respeitantes aos estudantes do ICBAS, nas várias vertentes da sua vida académica - tanto a nível pedagógico, como curricular e social. Assim sendo, a AEICBAS encontra-se representada nos seguintes órgãos de gestão do ICBAS:
- Conselho de Representantes, por meio de quatro estudantes eleitos para aquele órgão;
- Conselho Executivo, por meio de um estudante designado pelo Diretor do ICBAS;
- Conselho Pedagógico, por meio de oito estudantes dos vários cursos do ICBAS eleitos para aquele órgão;
- Comissão Pedagógica do Instituto de Ciências Biomédicas Abel Salazar - Centro Hospitalar do Porto, por meio dos representantes dos estudantes do 3º ao 6º ano do Mestrado Integrado em Medicina, eleitos pelos pares;
- Comissões de Acompanhamento dos diversos cursos leccionados no ICBAS, por meio dos estudantes designados pelo Diretor do ICBAS.

## Núcleos Autónomos da AEICBAS
Desde 2014, os seguintes grupos de estudantes são parte integrante dos núcleos autónomos da AEICBAS:
- CineICBAS - Grupo de Cinema do ICBAS, com fins não-lucrativos, formado inteiramente por estudantes do ICBAS que, a título voluntário, organizam mensalmente sessões abertas de cinema, precedidas por apresentações por parte de convidados de honra.

## Lista de Presidentes da Direção da AEICBAS
- Mandato 2010/2011: Margarida Coelho
- Mandato 2011/2012: Agostinho Sousa
- Mandato 2012/2013: Joana Magalhães
- Mandato 2013/2014: Pedro Ribeirinho Soares
- Mandato 2014/2015: Sarah Oliveira
- Mandato 2015/2016: João Silva Nunes
- Mandato 2016/2017: João Silva Nunes
- Mandato 2017/2018: Andreia Godinho
- Mandato  2018/2019: Miguel Videira